# Mary Kingsley
Pour les articles homonymes, voir Kingsley.
Mary Henrietta Kingsley, née le 13 octobre 1862 à Londres et morte le 3 juin 1900 à Simon's Town, dans la Colonie du Cap, est une exploratrice et une ethnographe britannique qui s'est fait connaître par ses publications et ses conférences rapportant ses voyages en Afrique occidentale et équatoriale. Elle est également la première personne européenne à pénétrer dans certaines parties reculées du Gabon. Ses récits ethnographiques ont contribué à l'amélioration de la connaissance scientifique de la culture des peuples de l'Afrique subsaharienne. S'intéressant aussi à la faune, elle récolte plusieurs nouveaux taxons de poissons, de reptiles et d'insectes.

## Biographie

### Naissance et famille
Mary Henrietta Kingsley naît le 13 octobre 1862 à Islington, dans la banlieue de Londres, fille de George Kingsley (en), médecin est aussi écrivain de récit de voyage, et de Marie Bailey, ancienne gouvernante. Elle est la nièce de l'écrivain Charles Kingsley et du romancier et voyageur Henry Kingsley (en). La famille s'installe à Highgate. Son père s'absente régulièrement pour accompagner en tant que médecin particulier des familles de l'aristocratie, dans des voyages, et met à profit ses voyages pour recueillir du matériel ethnographique. La famille de Mary mène une vie isolée et Mary est une enfant silencieuse qui recherche peu la société. Elle participe aux travaux de la maison et au recherches anthropologiques de son père. Elle n'est pas scolarisée, mais lit beaucoup, puisant des ouvrages d'histoire naturelle et de sciences dans la bibliothèque paternelle.

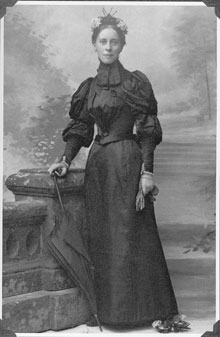
Portait de Mary Kingsley en 1892.

En 1879, la famille s'installe à Bexleyheath, dans le Kent, puis à Cambridge en 1886. Son frère Charles est étudiant à Christ's College et Mary est en contact avec le monde universitaire. Elle se lie notamment avec Francis Burkitt et Agnes Smith Lewis, et elle peut développer ses propres compétences académiques[Quoi ?]. Elle fait son premier voyage à l'étranger en 1888, lorsqu'elle passe une semaine à Paris avec une amie de la famille. Elle consacre les quatre années suivantes à ses parents dont la santé s'est nettement détériorée ; son père meurt en février 1892 et sa mère en avril de la même année. Elle prend des vacances aux Canaries, en août 1892 et peut enfin investir pleinement les domaines auxquels elle s'est depuis longtemps intéressée, notamment l'Afrique, sa population et ses richesses.

### Premier voyage en Afrique
Le navire fait escale à Freetown, en Sierra Leone, le 17 août 1893, puis continue sa route vers le Luanda. En octobre 1893, elle atteint Cabinda où elle passe deux semaines dans le comptoir de Richard Dennett et prend des notes qui formeront la préface de l'ouvrage de ce dernier, Notes on te Folklore of the Fjort — French Congo.
Mary Kingsley quitte l'enclave de Cabinda pour se rendre à l'État indépendant du Congo, propriété privée placée sous l'autorité arbitraire du roi des Belges, Léopold II. Elle y constate les sévices commis contre la population autochtone : travail forcé  et autres atrocités. Méfaits que Joseph Conrad dénoncera ultérieurement dans son livre Heart of Darkness (Au cœur des ténèbres). Elle découvre également les ravages causés par le climat équatorial particulièrement débilitant et la maladie du sommeil. Le climat est également source de mélancolie et même de suicides. Elle recueille les explications animistes pour lesquelles tout a une cause naturelle.
Mary Kingsley remonte le fleuve Congo pour rejoindre le Lagos. Le cargo qui mouillait dans l'embouchure du fleuve lève l'ancre pour atteindre le port de Matadi qui est à une distance de 140 miles de l’océan. À Matadi, Mary Kingsley emprunte le train dont la ligne a été construite pour convoyer l'ivoire et le caoutchouc venus de l'arrière-pays. De retour, elle et le capitaine John Murray décident de quitter un pays où règnent la violence et l'insécurité pour naviguer vers le Congo français.

### Dernier voyage
Au cours de la seconde guerre des Boers, Mary Kingsley se porte volontaire comme infirmière et s'embarque pour l'Afrique du Sud. Elle meurt de la typhoïde dans la ville de Simon, où elle soignait des prisonniers Boers. Selon ses dernières volontés, son cercueil, recouvert du drapeau britannique pour marquer le caractère officiel de ses funérailles, est jeté à la mer au large des côtes africaines.

## Découvertes zoologiques
Mary Kingsley a rapporté de ses voyages 65 spécimens de poissons et 18 reptiles. Parmi ceux-ci figurent plusieurs nouveaux taxons, dont une espèce et seize sous-espèces de poissons, un serpent et huit insectes. Trois de ces poissons seront nommés en son honneur : Ctenopoma kingsleyae, Mormyrus kingsleyae (es) et Alestes kingsleyae. D'autres espèces étaient connues ou avaient déjà été décrites, mais sont accueillies avec reconnaissance par le musée d'histoire naturelle de Londres, qui n'en possédait pas de spécimen.

## Idées défendues

### L'impérialisme africain
Dans son deuxième livre, West African Studies (1899), elle propose une nouvelle organisation politique pour l'Afrique de l'ouest. Soutenant fortement l'impérialisme britannique, elle pense toutefois que la méthode proposée, un renforcement des structures d'État, n'est pas la bonne, et qu'il vaudrait mieux s'appuyer sur le commerce pour asseoir l'hégémonie de la Couronne. Par contre, elle s'oppose à la vision continentale des peuples africains, manifestant un grand respect pour ce qu'elle voit comme des différences, mais pas une infériorité.

### Féminisme et féminité
En Angleterre, elle se montre hostile au droit de vote des femmes et aux féministes victoriennes, selon Jean Sévry, « On aurait pu s’attendre, de sa part, à beaucoup de sympathie [envers les suffragettes]. Mais c’est le contraire qui se produit. Elle est foncièrement hostile à toute cette agitation sociale qu’elle trouve passablement ridicule. »
Pour Anne Hugon, ces prises de position viennent du fait que « pour mieux se faire accepter, elle prend grand soin de ne pas se déclarer féministe et professe un conservatisme pour des rôles sociaux de sexe qu'elle a personnellement bafoués avec application ».

## Œuvres
- Travels in West Africa, Washington, National Geographic, 1897, rééd. 2002, 388 p. (ISBN 9780792266389)[12],
- Travels in West Africa: Congo Français, Corisco, and Cameroons, Boston, Beacon Press, 1897, rééd. 1 janvier 1988, 788 p. (ISBN 9780807071052),
- A Hippo Banquet, Penguin Classics, coll. « Little Black Classics, volume 32 », 1897, rééd. 26 février 2015, 52 p. (ISBN 9780141397283),
- The Congo and the Cameroons, Londres, Penguin Books Ltd, 1897, rééd. 1 février 2007, 136 p. (ISBN 9780141025513),
- West African Studies, Londres, Franklin Classics Trade Press, 1899, rééd. 8 novembre 2018, 804 p. (ISBN 9780344935473),
- Co-écrit avec  George Henry Kingsley, Notes on Sport and Travel, Wentworth Press, 1900, rééd. 6 mars 2019, 566 p. (ISBN 9780530237589),

### Traduction francophone
- (fr) Une odyssée africaine [« Travels in West Africa »] (trad. de l'anglais par Anne Hugon), Phébus, 1992, 440 p. (ISBN 9782859402235),

## Postérité
La Royal African Society est fondée en 1901, en mémoire de Mary Kingsley et afin de « favoriser une meilleure compréhension de l'Afrique au Royaume-Uni ».
En 1903, à l'initiative de John Holt, la Liverpool School of Tropical Medicine (en) (LSTM) crée la médaille Mary Kingsley décernée annuellement à des personnes qui ont contribué à la prévention des maladies tropicales. Le premier récipiendaire est en 1905 Patrick Manson, un des pionniers de la médecine tropicale.
Une série télévisée, diffusée en 2007 par la ZDF, Tropenfieber, évoque les expéditions africaines de Mary Kingsley.

## Archives
Les archives de Mary Kingsley sont déposées et consultables auprès des bibliothèques de l'Université Yale, dans la section archives et manuscrits et de l'université de Liverpool, dans la section collections spéciales et archives.

## Pour approfondir

#### Articles dans des encyclopédies et ouvrage de références
- (en-GB) D. J. Birkett, « Kingsley, Mary Henrietta (1862–1900) », dans Oxford Dictionary of National Biography (lire en ligne).
- (en-US) Desmond Wilcox, Ten Who Dared, Boston, Massachusetts, Little, Brown, 1er janvier 1977, 336 p. (ISBN 9780913948095, lire en ligne), p. 268-297. ,
- (en-US) John Keay, Explorers Extraordinary, Los Angeles, Californie, J.P. Tarcher, 1986, 228 p. (ISBN 9780874773972, lire en ligne), p. 97-124.
- (en-US) John Logan Allen, Explorers, volume 2, Macmillan Reference USA, 1999, 236 p. (ISBN 9780028648910, lire en ligne), p. 125-128,
- (en-US) Anne Commire (dir.) et Deborah Klezmer (dir.), Women in World History, vol. 8 : Jab-Kyt, Waterford, Connecticut, Yorkin Publications / Gale Cengage (réimpr. 2000) (1re éd. 1999), 879 p. (ISBN 9780787640675, lire en ligne), p. 676-680. ,
- (en-US) Laurie Lanzen Harris (dir.), Biography for Beginners: World Explorers, Pleasant Ridge, Michigan, Favorable Impressions, 2003, 362 p. (ISBN 9781931360203, lire en ligne), p. 325-328,
- (en-GB) Brian Howard Harrison (dir.), Oxford Dictionary of National Biography, volume 31, Oxford, Oxfordshire, Oxford University Press, 2004, 998 p. (ISBN 9780198614111, lire en ligne), p. 712-714. ,
- (en-GB) Nicholas Storey, Great British Adventurers, Barnsley, South Yorkshire, Royaume-Uni, Remember When, 2012, 160 p. (ISBN 9781844681303, lire en ligne), p. 62-66,

#### Essais

##### Anglophones
- (en-US) Alison Blunt, Travel, Gender, and Imperialism : Mary Kingsley and West Africa, New York, Guilford Press, 1994, 190 p. (ISBN 9780898625462)
- (en-US) Katherine Frank, A Voyager Out : The Life of Mary Kingsley, Boston, Massachusetts, Houghton Mifflin, 1986 (réimpr. 1991, 2005), 368 p. (ISBN 9780395353158, OCLC 13581458, lire en ligne).
- (en-US) Don Brown, Uncommon Traveler : Mary Kingsley in Africa, Boston, Massachusetts, Houghton Mifflin (réimpr. 2003, 2010) (1re éd. 2000), 40 p. (ISBN 9780618002733, OCLC 778972814, lire en ligne),
- (en-US) Richard Bausch, Hello to the Cannibals, New York, Harper&Collins Publishers (réimpr. 2004, 2009, 2014) (1re éd. 2002), 680 p. (ISBN 9780060192952, OCLC 49375696, lire en ligne),
- (en-GB) Struan Reid, Mary Kingsley, Oxford, Oxfordshire, Heinemann Library, 2002, 52 p. (ISBN 9780431104966, lire en ligne),

##### Francophones
- Anne-France Dautheville, L'Africaine, O. Orban, 1990.
- John Keay, Voyageurs extraordinaires, Payot, 2003  (ISBN 2-228-89770-1) (traduction par Jacqueline Odin de Explorers Extraordinary, 1986). Chapitre IV : Petits travaux pour l'Afrique. Mary Kingsley.
- Mary Kingsley, la montagne des Dieux, Bande dessinée de Telo, Mathieu, Dorison et C. Clot, collection Explora, Glénat, 2012 -  (ISBN 9782723481953).
- Pascal Blanchard (dir.), Nicolas Bancel (dir.), Gilles Boëtsch (dir.), Christelle Taraud (dir.) et Dominic Thomas, Sexe, race et colonies : la domination des corps du XVè siècle à nos jours, Paris, La découverte, 2018, 543 p. (ISBN 9782348036002)

#### Articles anglophones

##### Années 1900-1950
- « Miss Mary Kingsley on the South African Hospitals », The British Medical Journal, vol. 2, no 2068,‎ 8 août 1900, p. 440-441 (2 pages) (lire en ligne),
- L. Toulmin Smith et Mrs. Humphrey Ward, « Mary Henrietta Kingsley », Folklore, vol. 11, no 3,‎ septembre 1900, p. 348-350 (3 pages) (lire en ligne),
- Alice Stopford Green, « Mary Kingsley », Journal of the Royal African Society, vol. 1, no 1,‎ octobre 1901, p. 1-16 (16 pages) (lire en ligne)
- Matthew Nathan, « Some Reminiscences of Miss Mary Kingsley », Journal of the Royal African Society, vol. 7, no 25,‎ octobre 1907, p. 28-31 (4 pages) (lire en ligne)
- « The Mary Kingsley Medals », The British Medical Journal, vol. 1, no 2453,‎ 4 janvier 1908, p. 5-46 (2 pages) (lire en ligne),
- Stephen Gwynn et R. S. Rattray, « The Life of Mary Kingsley », Journal of the Royal African Society, vol. 31, no 125,‎ octobre 1932, p. 354-365 (12 pages) (lire en ligne ),
- Rudyard Kipling, « Mary Kingsley », Journal of the Royal African Society, vol. 31, no 125,‎ octobre 1932, p. 351-353 (3 pages) (lire en ligne ),
- M. S. Cockin, « Mary Kingsley », Journal of the Royal African Society, vol. 41, no 162,‎ janvier 1942, p. 12-13 (2 pages) (lire en ligne ),

##### Années 1951-2000
- J. E. Flint, « Mary Kingsley-A Reassessment », The Journal of African History, vol. 4, no 1,‎ 1963, p. 95-104 (10 pages) (lire en ligne ),
- John E. Flint, « Mary Kingsley », African Affairs, vol. 64, no 256,‎ juillet 1965, p. 150-161 (12 pages) (lire en ligne ),
- Gerry Kearns et Halford Mackinder, « The Imperial Subject: Geography and Travel in the Work of Mary Kingsley and Halford Mackinde », Transactions of the Institute of British Geographers, vol. 22, no 4,‎ 1997, p. 450-472 (23 pages) (lire en ligne ),
- Caroline Oliver, « Mary Kingsley », African Affairs, vol. 70, no 280,‎ juillet 1971, p. 222-235 (14 pages) (lire en ligne )
- Donald Simpson, « Mary Kingsley: A West African Group », African Affairs, vol. 86, no 342,‎ janvier 1987, p. 5-6 (2 pages) (lire en ligne ),
- Edward  A. Tiryakian, « White Women in Darkest Africa : Marginals as Observers in No-Woman's Land », Civilisations, vol. 41, nos 1-2,‎ 1993, p. 209-238 (30 pages) (lire en ligne )
- Gerry Kearns, « The Imperial Subject: Geography and Travel in the Work of Mary Kingsley and Halford Mackinder », Transactions of the Institute of British Geographers, vol. 22, no 4,‎ 1997, p. 450-472 (23 pages) (lire en ligne )
- Laura E. Ciolkowski, « Travelers' Tales: Empire, Victorian Travel, and the Spectacle of English Womanhood in Mary Kingsley's "Travels in West Africa" », Victorian Literature and Culture, vol. 26, no 2,‎ 1998, p. 337-366 (30 pages) (lire en ligne ),

##### Années 2001-2020
- Ulrike Brisson, « Fish and Fetish: Mary Kingsley's Studies of Fetish in West Africa », Journal of Narrative Theory, vol. 35, no 3,‎ 2005, p. 326-340 (15 pages) (lire en ligne ),
- Deborah Shapple Spillman, « African Skin, Victorian Mask : the Object Lessons of Mary Kingsley and  Edward Blyden », Victorian Literature and Culture, vol. 39, no 2,‎ 2011, p. 305-326 (22 pages) (lire en ligne ),